# Paul von Heyse
Paul Johann Ludwig von Heyse (født 15. marts 1830, død 2. april 1914) var en tysk forfatter. Han blev født i Berlin og studerede klassiske sprog og oversatte mange italienske poeter. Han skrev også en række fortællinger og noveller, en af de mest kendte er Kinder der Welt (1873). Han fik Nobelprisen i litteratur i 1910.